# Via Mala (Roman)
Via Mala ist ein Roman von John Knittel. Der vom Autor wie alle seine Werke auf Englisch verfasste Roman wurde erstmals 1934 im Orell Füssli Verlag (Zürich) und im Buchmeister-Verlag (Berlin) veröffentlicht, jeweils in deutscher Sprache und ohne Angabe des Übersetzers.

## Inhalt

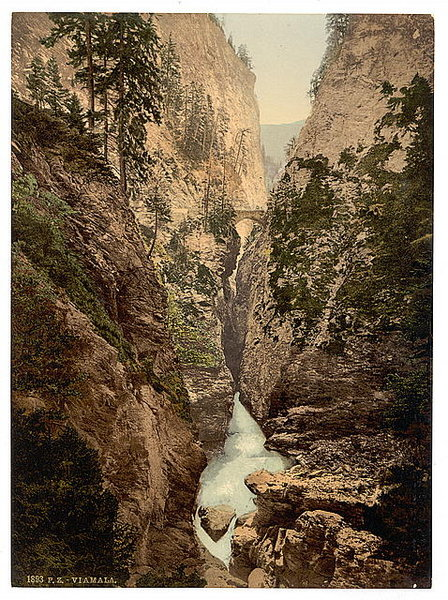
Via-Mala-Schlucht mit Hinterrhein, Postkartenmotiv um 1900

Der Romantitel verweist einerseits auf den geographischen Ort des Geschehens (die Via-Mala-Schlucht im schweizerischen Kanton Graubünden, in deren Nähe John Knittel das fiktive Städtchen Andruss ansiedelt), andererseits auf den „schlechten Weg“ (so die deutsche Übersetzung des lateinischen Begriffs), auf dem sich die Protagonisten des Romans in mehrfacher Hinsicht befinden.
Da ist zunächst der „schlechte Weg“ Jonas Lauretz’, eines Sägemüllers, den die Langeweile der langen Hochgebirgswinter zu einem Säufer und Gewalttäter gemacht hat. Seine ungeheure Brutalität gegenüber seiner Frau und seinen Kindern führte bei diesen zu vielfachen bleibenden körperlichen Schäden; an seinen kleinen Zwillingstöchtern ist er sogar zum Mörder geworden, allerdings so geschickt, dass sich die Tat nicht eindeutig beweisen lässt. Er hält seine Familie wie Sklaven und demütigt sie noch zusätzlich, indem er seine Geliebte in das talwärts gelegene Winterhäuschen einziehen lässt, während seine Frau und die vier verbliebenen Kinder (seine Töchter Hanna und Silvia, seine Söhne Niklaus und Sepp – letzterer, geistig schwer behindert, wird gewöhnlich „Mannli“ gerufen) in der hochgelegenen Sägemühle die schneereichen Winter ertragen müssen: Niklaus ist gehbehindert, seit sein Vater ihn in einem Wutanfall mit der Axt am Knie verletzt hat; daher war er untauglich zum Militärdienst, den er als Chance gesehen hatte, seinem Vater zu entkommen. Um das Einkommen der Familie wenigstens einigermaßen zu sichern (und weil er kaum irgendwo Arbeit finden würde) muss Niklaus die Sägemühle in Betrieb halten, seine Schwester Hanna bringt es nicht übers Herz, die Familie zu verlassen, da ihre Mutter und der jüngere Bruder dem "Alten" dann hilflos ausgeliefert wären. Am besten ergeht es zunächst noch Silvia (auch Silvelie oder Sivvy genannt), die so etwas wie seine Lieblingstochter ist. Da sie außerhalb arbeitet, kann sie sich den häuslichen Verhältnissen einigermaßen entziehen und hatte auch am wenigsten unter den Gewalttätigkeiten des Vaters zu leiden.
Der Ruf der einstmals angesehenen und wohlhabenden Familie ist mittlerweile völlig ruiniert, der alte Lauretz hat Schulden, Geschäfte will niemand mehr mit ihm machen, sein unmoralischer Lebenswandel und seine Gewalttätigkeit sind weithin bekannt.
Um seine Ausschweifungen bezahlen zu können, verwehrt er nicht nur seiner Familie eine ausreichende finanzielle Unterstützung, er bestiehlt auch seine eigenen Kinder, wenn sie unerwartet zu etwas Geld gekommen sind. Eine viermonatige Haftstrafe wegen verschiedener Vergehen bringt ihn nicht zur Räson – kaum entlassen, unterschlägt er einen grösseren Barbetrag, den seine jüngere (noch nicht volljährige) Tochter Silvia von einem Maler geerbt hat, für den sie eine Weile Magd, Modell und Vertraute war.
Dieses Ereignis führt zu dem zweiten „schlechten Weg“: Niklaus, Hanna, Jonas’ Ehefrau und der Tagelöhner Jöry Wagner, den Jonas Lauretz ebenfalls um Geld betrogen und mit dessen Frau er ein Verhältnis hatte, töten ihn gemeinsam, als sich zeigt, dass die Haft ihn nicht gebessert hat und er seine Familie weiterhin quält, die Leiche wird verscharrt. Wagner erhält eine Geldsumme und verschwindet aus der Gegend. Die jüngere Tochter, die zur Tatzeit nicht anwesend ist, erfährt nach ihrer Rückkehr von der Tat. Obwohl sie diese entschieden ablehnt, verhält sie sich solidarisch zu ihrer Familie und belügt die Untersuchungsbehörden, denen gegenüber Jonas Lauretz als vermisst angezeigt wird.
Es folgen Jahre der Angst, der Gerüchte, der Unsicherheit, ob die Behörden den Fall abschliessen werden oder nicht – so hindern die Kinder ihre Mutter mit Gewalt daran, in die Kirche zu gehen, weil sie befürchten, sie würde den Mord beichten. Schließlich kommt es sogar so weit, dass sie sich bewusst den Mund mit einem glühenden Schürhaken verbrennt, in der Hoffnung, dass die Kinder sie dann, da sie ja nicht sprechen kann, in die Kirche gehen lassen würden.
Es sind aber auch Jahre, in denen es der Familie dank ihres Fleisses deutlich besser geht als zuvor und in denen sie sich neues Ansehen erwirbt. So gelingt es Niklaus, die Schulden des Vaters zu bezahlen und einige gewinnträchtige Aufträge für die Sägemühle zu erhalten; seine Schwester Hanna lernt einen jungen Postbeamten kennen, dessen Eltern sich zunächst gegen eine Verbindung mit der Tochter des verrufenen Sägemüllers wehren, angesichts des langsamen, sozialen Wiederaufstiegs der Familie Lauretz jedoch bald ihre Vorurteile ablegen.
Verkompliziert wird die Angelegenheit, als sich Silvia in den Untersuchungsrichter Andreas von Richenau verliebt, den sie an ihrer Arbeitsstelle als Kellnerin kennenlernt. Sie bringt es nicht über sich, ihm die Wahrheit zu sagen; ebenso wenig kann sie aber seinem Werben widerstehen und heiratet ihn. Auch hier wird wieder ein „schlechter Weg“ eingeschlagen – das Glück der Eheleute wird durch das dunkle Geheimnis Silvias und ihre unregelmässig wiederkehrenden Gewissensbisse und Depressionen getrübt.
Nach wenigen Jahren landet unverhofft die Akte des vermissten Jonas Lauretz auf dem Schreibtisch von Richenaus. Er entdeckt in ihr einige Ungereimtheiten und schöpft den Verdacht, dass es bei dessen Verschwinden nicht mit rechten Dingen zugegangen ist. Obwohl er, da es sich um die Familie seiner Frau handelt, den Fall eigentlich an einen Kollegen abgeben müsste, ist seine Neugier geweckt. Er beginnt Nachforschungen anzustellen, versucht auch, von Silvia Antworten auf seine Fragen zu bekommen, was die bis dahin glückliche Ehe in eine tiefe Krise stürzt. Er konfrontiert die Familie Lauretz mit seinem Verdacht und setzt sie unter Druck, woraufhin er von Hanna und Niklaus die Wahrheit, aber auch das ganze Ausmass des durch Jonas Lauretz verursachten Elends erfährt.
Andi von Richenau schlägt nun eine Richtung ein, die, je nach Betrachtungsweise, ebenfalls als ein „schlechter Weg“ angesehen werden kann. Nach langem Ringen entschliesst er sich, seiner Berufsethik und dem hohen persönlichen Risiko zum Trotz, seinerseits den Mord zu decken: Er präsentiert den Fall seinem Vorgesetzten so geschickt, dass dieser ihm die Anweisung erteilt, die Sache abzuschließen – Jonas Lauretz wird als verschollen erklärt.

## Historische Vorlage
Die historische Vorlage für den Roman bildete ein Vatermord, der im Jahr 1817 in der mittelfränkischen Obermühle verübt worden war.

## Verfilmungen
Die Vorlage wurde für das Kino bisher zweimal verfilmt. Die ältere Fassung unter der Regie von Josef von Báky mit Carl Wery, Karin Hardt, Hilde Körber und Malte Jaeger entstand 1944, wurde aber erst 1948 uraufgeführt.
Die neuere Fassung entstand 1961 mit Gert Fröbe, Edith Schultze-Westrum, Joachim Hansen, Christine Kaufmann und Christian Wolff (Regie: Paul May).
1985 entstand ein Fernseh-Mehrteiler mit Mario Adorf, Maruschka Detmers und Sissy Höfferer (Regie: Tom Toelle).

## Theaterstück
Die Uraufführung des ebenfalls von John Knittel verfassten gleichnamigen Theaterstücks fand am 16. September 1937 im Schauspielhaus Zürich statt. Eine Schweizer Dialektfassung war 2014 im Landschaftstheater Ballenberg zu sehen. Eine freie Adaption mit Gian Rupf und Volker Ranisch wird seit 2020 in verschiedenen Theatern, u. a. auch in der Via-Mala-Schlucht gezeigt.

## Ausgabe
- John Knittel: Via Mala. Fischer Taschenbuch, Frankfurt 2001, ISBN 3-596-14894-4.